# Unojita
Unojita, pleme američkih Indijanaca nastanjeno u drugoj polovici 17. stoljeća području donjeg toka rijeke Rio Grande u Teksasu. Pleme spominje 1683. Juan Sabeata, neki poglavica Jumano Indijanaca. Njihova etnička i lingvistička pripadnost nisu poznati, dok ih Swanton s rezervom klasificira među plemena Coahuiltecan.

## Vanjske poveznice
- Unojita Indians